# 384
Il 384 (CCCLXXXIV in numeri romani) è un anno bisestile del IV secolo.

## Eventi
- Ricomere e Clearco sono eletti consoli.
- Quinto Aurelio Simmaco scrive la relatio numero 3 all'imperatore Valentiniano II, con la quale chiede la tutela della religione romana.
- Materno Cinegio è nominato prefetto del pretorio d'Oriente; Vettio Agorio Pretestato sostituisce Nonio Attico Massimo come prefetto del pretorio d'Italia; Temistio diviene praefectus urbi di Costantinopoli, mentre Quinto Aurelio Simmaco sostituisce Avenzio come praefectus urbi di Roma; Proculo termina il suo mandato di comes Orientis.
- Teodosio I invia Stilicone a trattare la pace con Sapore III: l'Armenia è spartita tra i due imperi, la parte orientale sotto l'influenza sasanide, come stato vassallo, quella occidentale annessa all'Impero romano d'Oriente di cui forma la provincia dell'Armenia Minor.
- Il magister militum Bautone respinge nuove incursioni di Sarmati Iazigi in Pannonia.
- Magno Massimo nomina augusto il figlio Flavio Vittore.
- Inizia la costruzione del Foro di Teodosio a Costantinopoli.
- Aconia Fabia Paulina erige una statua in onore della vestale Celia Concordia.
- Pelagio si stabilisce a Roma.
- La pellegrina Egeria visita Edessa.
- Il patriarca Teofilo di Alessandria, succeduto da poco a Timoteo, ordina la distruzione dei templi e delle statue pagane in città.
- 11 dicembre - Elezione di papa Siricio; Ursino si oppone senza successo alla sua nomina.

## Nati
- 9 settembre - Onorio, imperatore romano († 423)
- Robba, religiosa romana († 434)

## Morti
- 22 marzo - Lea di Roma, santa romana
- 20 luglio - Timoteo I di Alessandria, vescovo greco antico
- 11 dicembre - Papa Damaso I, papa, vescovo e santo romano
- Vettio Agorio Pretestato, politico e religioso romano
- Servazio di Tongres, vescovo e santo armeno

## Calendario
| Calendario 384 | Calendario 384 | Calendario 384 | Calendario 384 | Calendario 384 | Calendario 384 | Calendario 384 | Calendario 384 | Calendario 384 | Calendario 384 | Calendario 384 | Calendario 384 | Calendario 384 | Calendario 384 | Calendario 384 | Calendario 384 | Calendario 384 | Calendario 384 | Calendario 384 | Calendario 384 | Calendario 384 | Calendario 384 | Calendario 384 | Calendario 384 | Calendario 384 | Calendario 384 | Calendario 384 | Calendario 384 | Calendario 384 | Calendario 384 | Calendario 384 | Calendario 384 | Calendario 384 |
| -------------- | -------------- | -------------- | -------------- | -------------- | -------------- | -------------- | -------------- | -------------- | -------------- | -------------- | -------------- | -------------- | -------------- | -------------- | -------------- | -------------- | -------------- | -------------- | -------------- | -------------- | -------------- | -------------- | -------------- | -------------- | -------------- | -------------- | -------------- | -------------- | -------------- | -------------- | -------------- | -------------- |
|                | 1              | 2              | 3              | 4              | 5              | 6              | 7              | 8              | 9              | 10             | 11             | 12             | 13             | 14             | 15             | 16             | 17             | 18             | 19             | 20             | 21             | 22             | 23             | 24             | 25             | 26             | 27             | 28             | 29             | 30             | 31             |                |
| Gennaio        | Lu             | Ma             | Me             | Gi             | Ve             | Sa             | Do             | Lu             | Ma             | Me             | Gi             | Ve             | Sa             | Do             | Lu             | Ma             | Me             | Gi             | Ve             | Sa             | Do             | Lu             | Ma             | Me             | Gi             | Ve             | Sa             | Do             | Lu             | Ma             | Me             |                |
| Febbraio       | Gi             | Ve             | Sa             | Do             | Lu             | Ma             | Me             | Gi             | Ve             | Sa             | Do             | Lu             | Ma             | Me             | Gi             | Ve             | Sa             | Do             | Lu             | Ma             | Me             | Gi             | Ve             | Sa             | Do             | Lu             | Ma             | Me             | Gi             |                |                |                |
| Marzo          | Ve             | Sa             | Do             | Lu             | Ma             | Me             | Gi             | Ve             | Sa             | Do             | Lu             | Ma             | Me             | Gi             | Ve             | Sa             | Do             | Lu             | Ma             | Me             | Gi             | Ve             | Sa             | Do             | Lu             | Ma             | Me             | Gi             | Ve             | Sa             | Do             |                |
| Aprile         | Lu             | Ma             | Me             | Gi             | Ve             | Sa             | Do             | Lu             | Ma             | Me             | Gi             | Ve             | Sa             | Do             | Lu             | Ma             | Me             | Gi             | Ve             | Sa             | Do             | Lu             | Ma             | Me             | Gi             | Ve             | Sa             | Do             | Lu             | Ma             |                |                |
| Maggio         | Me             | Gi             | Ve             | Sa             | Do             | Lu             | Ma             | Me             | Gi             | Ve             | Sa             | Do             | Lu             | Ma             | Me             | Gi             | Ve             | Sa             | Do             | Lu             | Ma             | Me             | Gi             | Ve             | Sa             | Do             | Lu             | Ma             | Me             | Gi             | Ve             |                |
| Giugno         | Sa             | Do             | Lu             | Ma             | Me             | Gi             | Ve             | Sa             | Do             | Lu             | Ma             | Me             | Gi             | Ve             | Sa             | Do             | Lu             | Ma             | Me             | Gi             | Ve             | Sa             | Do             | Lu             | Ma             | Me             | Gi             | Ve             | Sa             | Do             |                |                |
| Luglio         | Lu             | Ma             | Me             | Gi             | Ve             | Sa             | Do             | Lu             | Ma             | Me             | Gi             | Ve             | Sa             | Do             | Lu             | Ma             | Me             | Gi             | Ve             | Sa             | Do             | Lu             | Ma             | Me             | Gi             | Ve             | Sa             | Do             | Lu             | Ma             | Me             |                |
| Agosto         | Gi             | Ve             | Sa             | Do             | Lu             | Ma             | Me             | Gi             | Ve             | Sa             | Do             | Lu             | Ma             | Me             | Gi             | Ve             | Sa             | Do             | Lu             | Ma             | Me             | Gi             | Ve             | Sa             | Do             | Lu             | Ma             | Me             | Gi             | Ve             | Sa             |                |
| Settembre      | Do             | Lu             | Ma             | Me             | Gi             | Ve             | Sa             | Do             | Lu             | Ma             | Me             | Gi             | Ve             | Sa             | Do             | Lu             | Ma             | Me             | Gi             | Ve             | Sa             | Do             | Lu             | Ma             | Me             | Gi             | Ve             | Sa             | Do             | Lu             |                |                |
| Ottobre        | Ma             | Me             | Gi             | Ve             | Sa             | Do             | Lu             | Ma             | Me             | Gi             | Ve             | Sa             | Do             | Lu             | Ma             | Me             | Gi             | Ve             | Sa             | Do             | Lu             | Ma             | Me             | Gi             | Ve             | Sa             | Do             | Lu             | Ma             | Me             | Gi             |                |
| Novembre       | Ve             | Sa             | Do             | Lu             | Ma             | Me             | Gi             | Ve             | Sa             | Do             | Lu             | Ma             | Me             | Gi             | Ve             | Sa             | Do             | Lu             | Ma             | Me             | Gi             | Ve             | Sa             | Do             | Lu             | Ma             | Me             | Gi             | Ve             | Sa             |                |                |
| Dicembre       | Do             | Lu             | Ma             | Me             | Gi             | Ve             | Sa             | Do             | Lu             | Ma             | Me             | Gi             | Ve             | Sa             | Do             | Lu             | Ma             | Me             | Gi             | Ve             | Sa             | Do             | Lu             | Ma             | Me             | Gi             | Ve             | Sa             | Do             | Lu             | Ma             |                |